# Pipra
Pipra és un gènere d'ocells de la família dels píprids (Pipridae). Agrupa a espècies natives d'Amèrica del Sud, les àrees de distribució de les quals es troben des del nord del continent (Equador, Colòmbia, Veneçuela i les Guaianas) fins al sud-est del Perú, nord-est de Bolívia, nord-est de l'Argentina i sud-est del Brasil.

## Descripció
Les espècies d'aquest gènere són ocells petits, mesurant al voltant d'11 cm de longitud, de cua curta; els mascles són ben coneguts pel plomatge colorit, sovint principalment negre contrastant amb un color brillant i per les exhibicions estereotipades realitzades en leks. Les femelles són de colors notablement apagats i tímides, i difícils de ser diferenciades a no ser per la zona de distribució. Habiten a l'interior de selves humides, principalment de baixa altitud.

## Taxonomia
El gènere Pipra va ser introduït pel naturalista suec Carl Linnaeus el 1764. El nom va ser utilitzat per autors grecs antics com Aristòtil per a un ocell petit, però no és clar a quina espècie es referia. Aquest gènere és clarament polifilètic.
El 1992, Prum va conduir un estudi taxonòmic d'11 gèneres de píprids (incloent-hi les llavors 16 espècies del gènere Pipra), amb base en les característiques morfològiques de la musculatura de la siringe. L'organització resultant d'aquest estudi va contradir el monofiletisme del gènere Pipra, atès que els membres es van dividir entre tres membres. L'autor va suggerir els canvis següents: l'espècie P. pipra va ser designada com a Dixiphia pipra, mentre 8 espècies del «grup P. serena» van ser desplaçades al gènere Lepidothrix i les 8 espècies restants varen ser dividides en dos subgèneres, l'anomenat clade erythrocephala, denominat Ceratopipra amb 5 espècies, i aureola. Diversos estudis posteriors amb enfocaments diferents no van oferir noves suggestions de canvis taxonòmics.
El 2007, Rêgo et al. van utilitzar dades seqüencials d'ADN mitocondrial (mtDNA) per corroborar la tesi de Prum. Els estudis de filogènia molecular de Tello et al (2009) i McKay et al (2010), van verificar l'existència de dos clades ben diferenciats dins de la família Pipridae: una subfamília anomenda Neopelminae (Tello, Moyle, Marchese & Cracraft, 2009) agrupant els manaquís més semblants als tirànids dels gèneres Neopelma i Tyranneutes; i els altres gèneres anomenats «manaquís pròpiament dits», incloent-hi el present Pipra, en un clade monofilètic Piprinae (Rafinesque, 1815). Això va ser plenament confirmat pels amplis estudis de filogènia molecular dels passeriformes suboscines realitzats per Ohlson et al (2013). El Comitè de Classificació de Sud-americà (SACC) adopta aquesta última divisió i seqüència lineal dels gèneres a partir de l'aprovació de la Proposta N° 591. La classificació Clements Checklist v.2017, el IOC, l'HBW, BLI i el Comitè Brasiler de Registres Ornitològics (CBRO) adopten integralment aquesta seqüència i divisió (el CBRO divideix en tres subfamílies, seguint Tello et al. (2009)).
Segons la Classificació del Congrés Ornitològic Internacional (versió 15.1, 2025) aquest gènere està format per tres espècies:
- Pipra aureola - manaquí aureolat.
- Pipra filicauda - manaquí cuafilós.
- Pipra fasciicauda - manaquí cuabarrat.